# Иофис, Наум Абрамович
Нау́м Абра́мович Иофис (1913—2010) — советский инженер-механик, специалист в области технологии новых материалов, лауреат Ленинской премии.

## Биография
Родился в 1913 году в Люцине (Витебская губерния).
Окончил Московский институт механизации и электрификации сельского хозяйства (1936) и Московский институт электронного машиностроения (1967, заочно).
В 1936—1937 годах инженер в Центральном институте труда, затем до 1944 года на инженерно-конструкторской работе.
Во время войны — главный инженер комбината № 1 НКСО РСФСР. Награждён орденом «Знак Почёта» (24.11.1942).
С 1944 года главный инженер завода элементов электровакуумных приборов «Эмитрон». В 1962 г. по совокупности изобретений присуждена учёная степень кандидата технических наук.
Участвовал в создании и исследовании нового класса синтетических монокристаллов на основе оксидов циркония и гафния — ионитов, впервые полученных в 1972 году.
Доктор технических наук (1974), профессор (1978).
Лауреат Ленинской премии (1980) — за создание и исследование класса монокристаллов-фианитов.
Лауреат Премии Совета Министров СССР (1986) — за участие в создании первого в стране дискового механического одностворчатого клапана сердца «ЭМИКС». Заслуженный изобретатель РСФСР (1970).
С начала 1960-х гг. преподавал и вёл научную работу на инженерном физико-химическом факультете МХТИ им. Д. И. Менделеева, доцент, затем профессор кафедры «Технология электровакуумных и полупроводниковых материалов» по совместительству. Соавтор методического пособия «Методические указания к курсовому проекту по специальности „Химическая технология материалов электронных приборов“» (1981).
В 1992 году один из учредителей компании Roscardioinvest («Роскардиоинвест»), в которой руководил разработкой опорных колец для анулопластики — митральных и трикупсидальных.
Умер 20 августа 2010 года.

### Семья
- брат — Евсей Абрамович Иофис (1905—1978), советский инженер-технолог[3]
- дочь — Гитта Наумовна Иофис (род. 1939), историк-архивист, в 1983—1992 годах заместитель директора ЦГА РСФСР.